# Bultaco Sherpa T
La Sherpa T è una motocicletta, dove appunto la "T" indica che si tratta del modello da Trial prodotta dalla Bultaco.

## Descrizione
In questi anni di produzione le moto da trial non erano molto differenti dagli altri modelli, se non per le ruote alte e il motore con un ampio arco di funzionamento.
Questa moto venne riproposta anche nella versione Nuda (Sherpa N) che scrambler (Sherpa S).

## Cilindrate
- Sherpa T  "Sammy Miller", prodotta dal 1964 al 1967
- Sherpa T, prodotta dal 1967 al 1968
- Sherpa T 250, prodotta dal 1968 al 1982
- Sherpa T 350, prodotta dal 1972 al 1985
- Sherpa T 125, prodotta dal 1975 al 1980
- Sherpa T 74, prodotta dal 1976 al 1982